# Kanakamuni Buddha

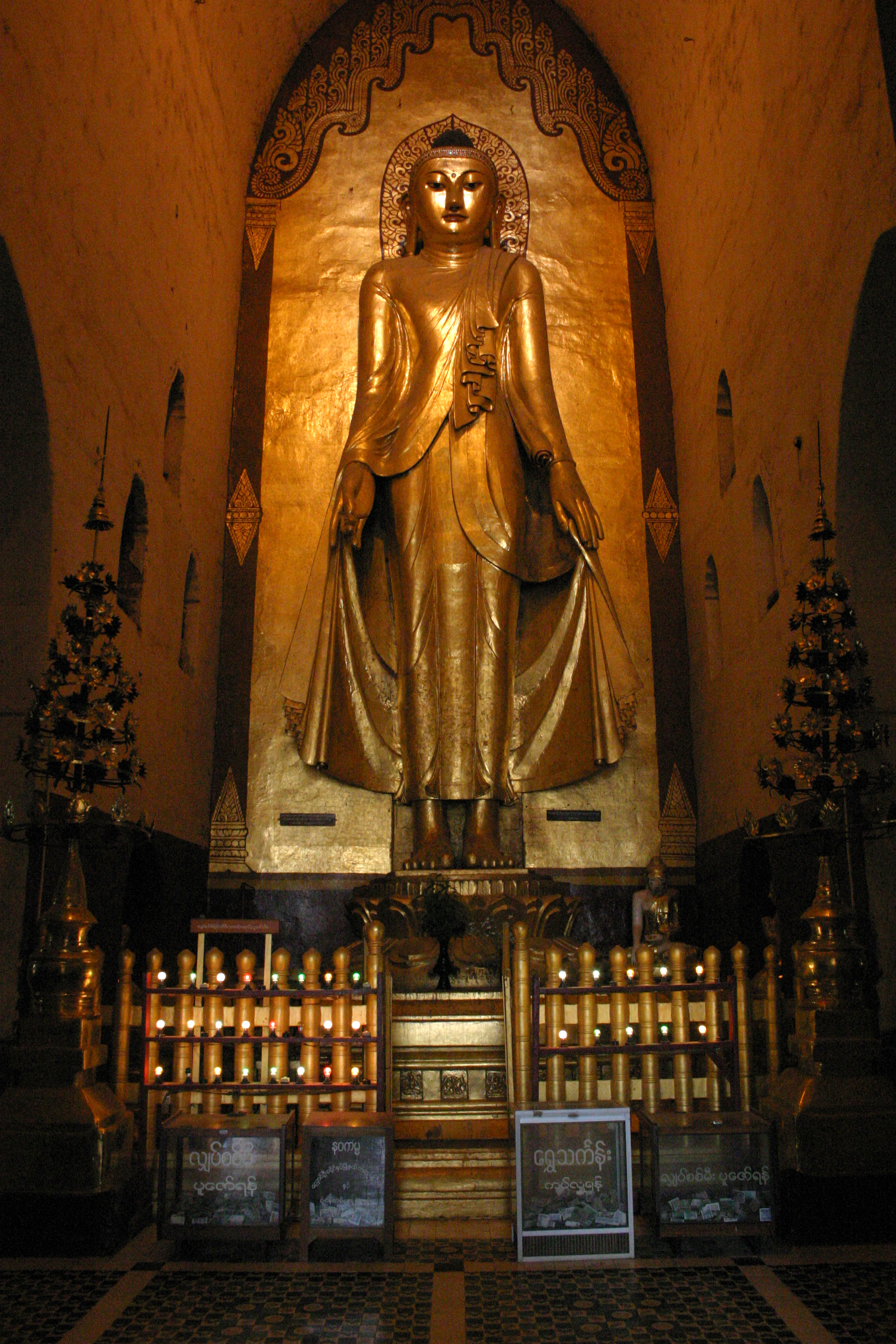
La statua di Kanakamuni nel Tempio di Ananda

Kanakamuni Buddha (in pāli Konagāmana; in cinese  拘那含牟尼 Jūnāhánmóuní; in birmano Koṇāgon o Koṇāgamanan) è il ventiseiesimo Buddha, il secondo dei 5 appartenenti all'attuale kalpa ed il quinto dei sette Buddha del passato. Fu preceduto da Krakucchanda Buddha e fu seguito da Kāśyapa Buddha Il suo nome significa "Saggio d'Oro", in quanto la tradizione vuole che la sua nascita fosse accolta da una pioggia d'oro. Raggiunse l'illuminazione sotto un albero di udumbara (Ficus racemosa). Secondo la tradizione singalese visitò lo Sri Lanka.
Secondo quanto riportato dalla tradizione birmana egli nacque di mercoledì.